# South West Norfolk (circonscription britannique)
Circonscription parlementaire de la Chambre des communes
La circonscription de South West Norfolk est une circonscription électorale anglaise située dans le Norfolk, et représentée à la Chambre des communes de 2010 à 2024 par Liz Truss, du Parti conservateur. Celle-ci fut chef du Parti conservateur et Première ministre du Royaume-Uni durant 49 jours en 2022.

## Géographie
La circonscription comprend:
- Les villes de Downham Market, Swaffham et Thetford

## Députés
Les Members of Parliament (MPs) de la circonscription sont:
| Législature   | Années       | Député             | Député                  | Parti        |        |        |
| ------------- | ------------ | ------------------ | ----------------------- | ------------ | ------ | ------ |
| South Norfolk |              |                    |                         |              |        |        |
| 23e           | 1885–1886    |                    | William Tyssen-Amherst  | Conservateur |        |        |
| 24e           | 1886–1892    |                    | William Tyssen-Amherst  | Conservateur |        |        |
| 25e           | 1892–1895    | Thomas Leigh Hare  |                         | Conservateur |        |        |
| 26e           | 1895–1898    | Thomas Leigh Hare  |                         | Conservateur |        |        |
| 27e           | 1900–1906    | Thomas Leigh Hare  |                         | Conservateur |        |        |
| 28e           | 1906–1910    |                    | Richard Winfrey         | Libéral      |        |        |
| 29e           | 1910–1910    |                    | Richard Winfrey         | Libéral      |        |        |
| 30e           | 1910–1918    |                    | Richard Winfrey         | Libéral      |        |        |
| 31e           | 1918–1919    |                    | Richard Winfrey         | Libéral      |        |        |
| 32e           | 1922–1923    |                    | Richard Winfrey         | Libéral      |        |        |
| 33e           | 1923–1924    |                    | Alan McLean             | Conservateur |        |        |
| 34e           | 1924–1929    |                    | Alan McLean             | Conservateur |        |        |
| 35e           | 1929–1931    |                    | William Benjamin Taylor | Travailliste |        |        |
| 36e           | 1931–1935    |                    | Alan McLean (2)         | Conservateur |        |        |
| 37e           | 1935–1945    | Somerset de Chair  |                         | Conservateur |        |        |
| 38e           | 1945–1950    |                    | Sidney Dye              | Travailliste |        |        |
| 39e           | 1950–1951    |                    | Sidney Dye              | Travailliste |        |        |
| 40e           | 1951–1955    |                    | Denys Bullard           | Conservateur |        |        |
| 41e           | 1955–1958    |                    | Sidney Dye (2)          | Travailliste |        |        |
| 41e           | 1958-1959    | Vacant             | Vacant                  | Vacant       | Vacant | Vacant |
| 41e           | 1959-1959    |                    | Albert Hilton           | Travailliste |        |        |
| 42e           | 1959–1964    |                    | Albert Hilton           | Travailliste |        |        |
| 43e           | 1964–1966    |                    | Paul Hawkins            | Conservateur |        |        |
| 44e           | 1966–1970    |                    | Paul Hawkins            | Conservateur |        |        |
| 45e           | 1970–1974    |                    | Paul Hawkins            | Conservateur |        |        |
| 46e           | 1974–1974    |                    | Paul Hawkins            | Conservateur |        |        |
| 47e           | 1974–1979    |                    | Paul Hawkins            | Conservateur |        |        |
| 48e           | 1979–1983    |                    | Paul Hawkins            | Conservateur |        |        |
| 49e           | 1983–1987    |                    | Paul Hawkins            | Conservateur |        |        |
| 50e           | 1987–1992    | Gillian Shephard   |                         | Conservateur |        |        |
| 51e           | 1992–1997    | Gillian Shephard   |                         | Conservateur |        |        |
| 52e           | 1997–2001    | Gillian Shephard   |                         | Conservateur |        |        |
| 53e           | 2001–2005    | Gillian Shephard   |                         | Conservateur |        |        |
| 54e           | 2005–2010    | Christopher Fraser |                         | Conservateur |        |        |
| 55e           | 2010–2015    | Liz Truss          |                         | Conservateur |        |        |
| 56e           | 2015–2017    | Liz Truss          |                         | Conservateur |        |        |
| 57e           | 2017–2019    | Liz Truss          |                         | Conservateur |        |        |
| 58e           | 2019-2024    | Liz Truss          |                         | Conservateur |        |        |
| 59e           | 2024–Présent |                    | Terry Jermy             | Travailliste |        |        |

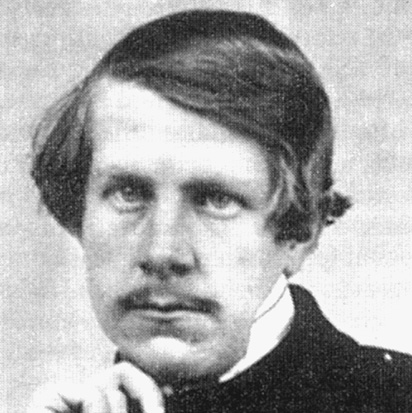
William Tyssen-Amherst (1885-1892)
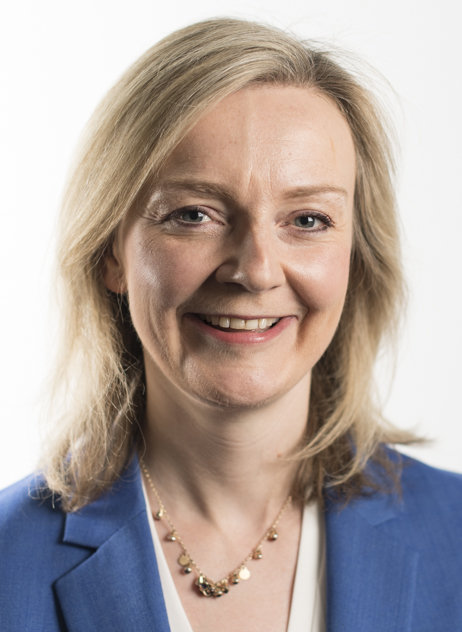
Liz Truss (2010-2024)